# 名古屋市電

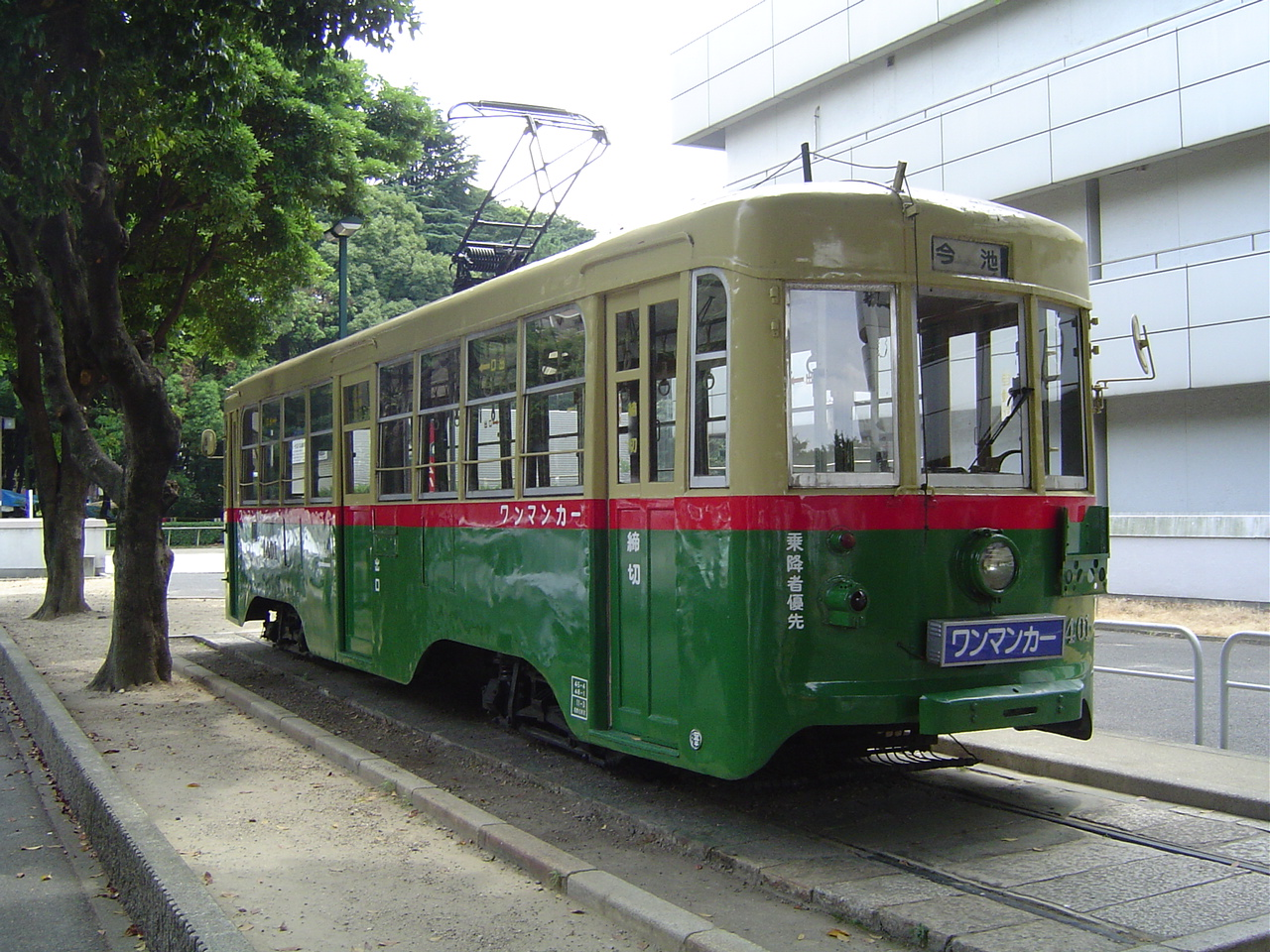
名古屋市電1401（名古屋市科学館の保存車）

名古屋市電（なごやしでん）は、名古屋市が経営していた路面電車である。名古屋市交通局が事業を行っていた。 1898年（明治31年）に名古屋電気鉄道によって日本で2番目の電気鉄道として開業され、1974年（昭和49年）3月31日に全廃された。

## 歴史

### 概略

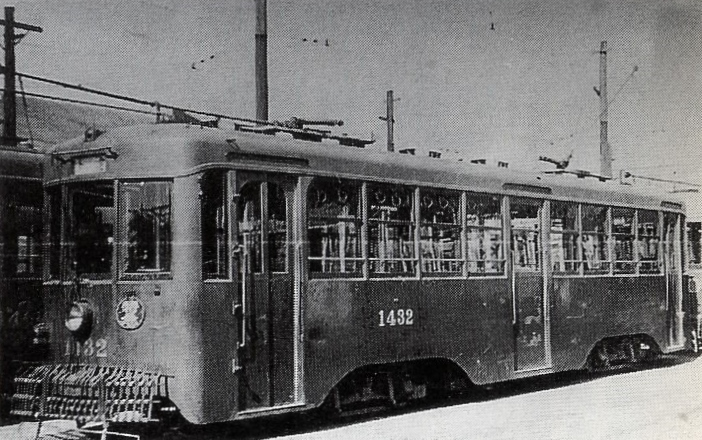
特急表示板を掲示した1400形1432

京都電気鉄道（のち京都市に買収されて京都市電となる）に次いで日本で2番目の電気鉄道である、名古屋電気鉄道をその嚆矢とする。同社は市内路線のほかに、アメリカのインターアーバン（都市間電車）のような種類の路線として「郡部線」（現在の名鉄犬山線・津島線など）と呼ばれる郊外鉄道線も建設した。
しかし1914年（大正3年）9月、不況下における高額の運賃に不満を持っていた市民が「電車賃値下問題市民大会」を催し、大会終了後市民が暴徒化して電車・施設への焼き討ちを行って、郡部線電車のターミナル駅であった柳橋駅（名古屋駅のやや南東）が全焼、電車23両が損傷する事件が発生した。これを機に名古屋市でも市内電車の買収に動き、1922年（大正11年）に名古屋電気鉄道から市内線を買収して名古屋市電が誕生した。
なお、買収に先じて名古屋電気鉄道は郡部線を新設会社（旧）名古屋鉄道（後に名岐鉄道と改称し、さらに愛知電気鉄道と1935年（昭和10年）に合併して現在の名古屋鉄道（名鉄）となる）へ譲渡した。そのため市交通局と名鉄はルーツを同じくする。またその経緯から、市買収後もしばらくは名鉄の電車が市電に乗り入れ、柳橋をターミナル駅にしていた。これは新名古屋駅（現、名鉄名古屋駅）開業の1941年（昭和16年）まで続けられた。さらに、名古屋市において別に路面電車を営業していた中村電気軌道・新三河鉄道・下之一色電車軌道・築地電軌といった会社も順次市営化され、1937年（昭和12年）には路面電車の運営が市に一元化されることとなる。
市営後も路線を拡充する。戦後には連接車2600形、無音電車2000形や新機軸の800形など個性ある電車が運転されるようになった。
戦時中の1940年（昭和15年）2月22日、電力の節約のため利用者の少ない停車場を朝夕に限って通過する、「急行運転」が開始された。後には急行運転の時間帯が拡大されるとともに、さらに停車数を削減した「特急運転」も始められている。
この特急が廃止されたのは1945年（昭和20年）10月、急行の廃止は1948年（昭和23年）2月25日であった。
また、路線の中には名古屋西郊の田園地帯を単線で走る下之一色線（下之一色電車軌道と築地電軌の買収線）といったものもあり、同線では通票を使用し単線運転を行ったほか、虫害対策のため殺虫剤を散布する専用車が存在し、地下鉄東山線開業前には第三軌条を臨時に敷設して同線車両の試運転も行われた。
その他、市では1943年（昭和18年）よりトロリーバスも運行していたが、試行的であったことや第5回国民体育大会が瑞穂区で開催されることになったため、1951年（昭和26年）にバスと市電に転換して全廃となった（名古屋市営トロリーバスも参照）。
1960年代半ばから電力料金や設備維持費が増加し、経営を逼迫するようになる。また自動車の増加に伴い定時運行が困難となったため、市では地下鉄網を整備する代わりに市電を撤去することとなった。1974年（昭和49年）、市電は全廃された。現在は、名古屋市交通局日進工場の一角に「レトロでんしゃ館」があり、当時使用されていた電車3両が保存展示されている。
市電の廃止が進められた1969年から1972年にかけて、余剰となった車両80両を人工魚礁として伊良湖岬沖に沈めたことが記録として残されており、2000年には『そこが知りたい 特捜!板東リサーチ』、2023年には『千原ジュニアの愛知あたりまえワールド☆〜あなたの街に新仰天!〜』でそれぞれ海底に設置された市電車体の一部が潜水撮影によって確認されている（2000年の取材時に引き揚げられた部品は市営交通資料センターに保管・展示された）。

#### 年表
- 1894年（明治27年）6月25日 : 愛知馬車鉄道設立。
- 1896年（明治29年）6月19日 : 名古屋電気鉄道に社名変更。
- 1898年（明治31年）
  - 3月7日 : 軌道竣工。
  - 5月6日 : 初の路線となる笹島 - 県庁前間2.2kmが開業。当時は、笹島・柳橋・御園・七間町・県庁前の5停留所があった。
- 1912年（明治45年）3月29日 : 押切町駅以西の「郡部線」が開業。
- 1913年（大正2年）11月20日 : 郡部線電車専用の柳橋駅が開業、郡部線電車が押切町・那古野町経由で乗り入れ。
- 1914年（大正3年）9月6日 : 電車焼き討ち事件発生、那古野車庫や柳橋駅が焼失するなどの被害を受けた。
- 1919年（大正8年）4月15日 : 熱田電気軌道を名古屋電気鉄道が合併。
- 1922年（大正11年）8月1日 : 名古屋市が名古屋電気鉄道の軌道事業を買収。同市電気局の運営となる。
  - 買収線区は、名古屋駅前 - 千種間、志摩町 - 押切町間、赤塚 - 門前町間、熱田駅前 - 築港間、浄心 - 船方間、西裏 - 覚王山間、明道橋（後の明道町） - 平田町間、東新町 - 大曽根間、名古屋駅前 - 那古野間、栄町 - 東築地間。計42.5km。
- 1923年（大正12年）1月16日 : 菊井町 - 明道橋間開業。
- 1926年（大正15年）1月23日 : 志摩町 - 那古野町間廃止に伴い、名鉄電車乗り入れ経路を明道橋経由に変更。
- 1936年（昭和11年）5月24日 : 中村電気軌道（明治橋 - 中村公園前間）を買収。
- 1937年（昭和12年）3月1日 : 新三河鉄道（今池 - 大久手間、千早 - 八事間）、築地電軌（築地口 - 下之一色間）、下之一色電車軌道（尾頭橋 - 下之一色間）を買収。路面電車の市営一元化を達成する。
- 1940年（昭和15年）2月22日 : 利用者の少ない停留場を通過し、電力消費を削減するため急行運転を開始。
- 1941年（昭和16年）8月12日 : 新名古屋駅開業により、押切町 - 柳橋間における名鉄電車の乗り入れ廃止。
- 1942年（昭和17年）1月29日 : 老朽化した単車の電動品を取り外し、ボギー車に牽引させる親子電車が登場。
- 1943年（昭和18年）1月17日 : 急行より通過停車場を増やした、特急運転を開始。路線交差点の停車場以外はほとんど通過となる。
- 1945年（昭和20年）
  - 9月1日 : 特急を廃止し、終日急行運転とする。
  - 10月2日 : 電気局が交通局に改組。
- 1948年（昭和23年）2月25日 : 急行運転廃止。
- 1954年（昭和29年）2月28日 : 下之一色線で日本最初のワンマン運転を実施。
- 1959年（昭和34年）3月25日 : 東山公園 - 星ヶ丘間開業。総延長106.3kmで最大となる。
- 1961年（昭和36年）
  - 5月15日 : 地下鉄東山線建設のため、覚王山 - 星ヶ丘間運休。この区間はその後復旧せず事実上廃止となる。以降、市電の部分廃止相次ぐ。
  - 12月1日 : 最後の新規開業区間として、開橋 - 昭和町が開通。
- 1974年（昭和49年）
  - 3月30日 : 営業運転最終日[4]。
  - 3月31日 : 10時から15時まで、全線で無料サヨナラ運転を実施[4]。
    - 「サヨナラ式」を金山橋、矢田四丁目、昭和町で開催し、各電停から市立大学病院まで最後の運行を行った。
    - 最終営業区間は、矢田町四丁目 - 大久手 - 市立大学病院（旧・桜山町） - 大江町 - 昭和町間[4]、大久手 - 安田車庫前間[4]、金山橋 - 沢上町 - 市立大学病院間[4]、合計19.8km。

### 路線の沿革

#### 名古屋電気鉄道が敷設した路線
- 栄町線
  - 1898年（明治31年）5月6日 : 笹島町 - 県庁前（栄町 - 武平町間、後の久屋町）間開業。
  - 1903年（明治36年）1月31日 : 久屋町 - 西裏間延伸開業。
  - 1912年（明治45年）4月1日 : 西裏 - 千種駅前（移転前の旧駅、千種駅西口前）間延伸開業。
  - 1943年（昭和18年）12月1日 : 西裏 - 千種駅前間廃止。
  - 1966年（昭和41年）6月1日 : 納屋橋東を納屋橋、伏見通を広小路伏見、栄町を栄に改称。
  - 1967年（昭和42年）2月1日 : 栄 - 車道 - 西裏間廃止。
  - 1971年（昭和46年）2月1日 : 笹島町 - 栄間廃止。
- 押切線
  - 1901年（明治34年）2月19日 : 柳橋 - 志摩町 - 那古野町 - 押切町間開業。
  - 1926年（大正15年）1月23日 : 志摩町 - 那古野町間廃止。
  - 1971年（昭和46年）4月1日 : 柳橋 - 志摩町間廃止。
  - 1972年（昭和47年）3月1日 : 那古野町 - 押切町間廃止。
- 熱田線
  - 1908年（明治41年）
    - 5月3日 : 栄町 - 熱田駅前間開業。
    - 9月17日 : 熱田駅前 - 熱田伝馬町間延伸開業。

  - 1912年（大正元年）9月1日 : 熱田電気軌道により、熱田伝馬町 - 熱田神戸橋（後の内田橋）間開業。
  - 1966年（昭和41年）6月1日 : 栄町を栄、南大津通を白川通大津に改称。
  - 1968年（昭和43年）2月1日 : 栄 - 金山橋間廃止[5]。
  - 1974年（昭和49年）
    - 2月16日 : 沢上町 - 内田橋間廃止。
    - 3月31日 : 金山橋 - 沢上町間廃止。
- 公園線
  - 1910年（明治43年）2月23日 : 新栄町 - 上前津間開業。
  - 1970年（昭和45年）4月1日 : 新栄町 - 鶴舞公園間廃止。
  - 1972年（昭和47年）3月1日 : 鶴舞公園 - 上前津間廃止。
- 築港線
  - 1910年（明治43年）3月16日 : 熱田駅前 - 築地口間開業。
  - 1912年（明治45年）1月11日 : 築地口 - 築地橋（後の港本町）間延伸開業。
  - 1918年（大正7年）9月21日 : 築地橋 - 築港（後の名古屋港）間延伸開業。
  - 1958年（昭和33年）4月1日 : 北前新田を港明町、南前新田を港楽町に改称。
  - 1969年（昭和44年）2月20日 : 築地口 - 名古屋港間廃止。
  - 1971年（昭和46年）12月1日 : 熱田駅前 - 築地口間廃止。
- 御黒門線
  - 1911年（明治44年）6月9日 : 上前津 - 門前町（後の大須）間延伸開業。
  - 1972年（昭和47年）3月1日 : 全線廃止。
- 下江川線
  - 1911年（明治44年）
    - 6月24日 : 柳橋 - 洲崎橋（六角堂前 - 水主町間）間開業。
    - 11月2日 : 洲崎橋 - 山王橋間延伸開業。

  - 1912年（明治45年）
    - 5月6日 : 尾頭橋 - 船方間開業。
    - 5月23日 : 山王橋 - 古渡橋間延伸開業。
    - 11月8日 : 古渡橋 - 尾頭橋間延伸開業。

  - 1971年（昭和46年）4月1日 : 柳橋 - 八熊通間廃止。
  - 1974年（昭和49年）2月16日 : 八熊通 - 船方間廃止。
- 覚王山線
  - 1911年（明治44年）8月19日 : 北畑（後の千種駅前） - 月見坂（後の覚王山）間開業。
  - 1912年（明治45年）5月22日 : 西裏（車道付近） - 北畑間延伸開業。
  - 1961年（昭和36年）9月1日 : 千種橋東を千種駅前に改称。
  - 1965年（昭和40年）3月1日 : 今池 - 覚王山間廃止。
  - 1967年（昭和42年）2月1日 : 西裏 - 今池間廃止。
- 上江川線
  - 1913年（大正2年）11月12日 : 志摩町 - 明道橋（後の明道町）間延伸開業。
  - 1915年（大正4年）
    - 10月10日 : 明道橋 - 江川町間延伸開業。
    - 11月4日 : 江川町 - 浄心前（後の浄心町）間延伸開業。

  - 1971年（昭和46年）4月1日 : 全線廃止。
- 行幸線
  - 1913年（大正2年）11月12日 : 明道橋（後の明道町） - 御園御門（後の景雲橋）間開業。
  - 1914年（大正3年）8月20日 : 御園御門 - 本町御門（後の名古屋城）間延伸開業。
  - 1971年（昭和46年）2月1日 : 全線廃止。
- 東片端線
  - 1914年（大正3年）11月5日 : 本町御門（後の名古屋城） - 東片端間開業。
  - 1915年（大正4年）11月4日 : 東片端 - 平田町間延伸開業。
  - 1971年（昭和46年）2月1日 : 全線廃止。
- 高岳線
  - 1914年（大正3年）11月5日 : 東新町 - 長塀町三丁目（後の清水口）間開業。
  - 1915年（大正4年）
    - 3月17日 : 長塀町三丁目 - 赤塚間延伸開業。
    - 4月26日 : 赤塚 - 徳川邸前（後の徳川町）間延伸開業。
    - 5月30日 : 徳川邸前 - 大曽根（初代、徳川町 - 大曽根間）間延伸開業。

  - 1939年（昭和14年）5月15日 大曽根（初代） - 大曽根（2代目）間延伸開業。
  - 1967年（昭和42年）2月1日 : 清水口 - 赤塚間廃止。
  - 1971年（昭和46年）
    - 2月1日 : 赤塚 - 大曽根間廃止。
    - 4月1日 : 東新町 - 清水口間廃止。
- 葵町線
  - 1915年（大正4年）11月4日 : 新栄町 - 平田町間開業。
  - 1970年（昭和45年）4月1日 : 全線廃止。
- 山口町線
  - 1919年（大正8年）4月16日 : 平田町 - 赤塚間延伸開業。
  - 1971年（昭和46年）2月1日 : 全線廃止。
- 堀内町線
  - 1921年（大正10年）12月7日 : 名古屋駅前（後の笹島町） - 那古野町間開業。
  - 1937年（昭和12年）4月16日 : 笹島線開業に伴い、桜町西線が通る桜通以南は廃止。
  - 1943年（昭和18年）3月20日 : 広井町線開業に伴い全線廃止。

#### 熱田電気軌道が敷設した路線
- 東築地線
  - 1910年（明治43年）7月15日 : 熱田電気軌道により、熱田神戸橋東（後の内田橋） - 東築地（後の南陽館前）間開業。
  - 1940年（昭和15年）5月28日 : 大江線開業に伴い、内田橋 - 南陽館前間廃止。

#### 尾張電気軌道が敷設した路線
- 八事線
  - 1912年（明治45年）
    - 4月21日 : 尾張電気軌道により、千早町 - 大久手 - 八事間開業。
    - 5月25日 : 今池 - 大久手間延伸開業。

  - 1944年（昭和19年）7月2日 : 千早町 - 大久手間廃止。
  - 1950年（昭和25年）10月14日 : 今池 - 大久手間は循環東線に編入される。
  - 1968年（昭和43年）1月 : 八事停留所を専用軌道上から併用軌道上に移設。
  - 1971年（昭和46年）4月1日 : 安田車庫前 - 八事間廃止。
  - 1974年（昭和49年）3月31日 : 大久手 - 安田車庫前間廃止[4]。

#### 中村電気軌道が敷設した路線
年表は各記事を参照。
- 中村線

#### 下之一色電車軌道・築地電軌が敷設した路線
年表は各記事を参照。
- 下之一色線
- 築地線

#### 名古屋市が敷設した路線
- 明道町線
  - 1923年（大正12年）1月16日 : 菊井町 - 明道橋（後の明道町）間開業。
  - 1971年（昭和46年）2月1日 : 全線廃止。
- 東郊線
  - 1923年（大正12年）1月25日 : 小針（後の東郊通三丁目） - 高辻 - 牛巻間、高辻 - 滝子間開業。
  - 1925年（大正14年）12月23日 : 鶴舞公園 - 小針間延伸開業。
  - 1927年（昭和2年）4月17日 : 牛巻 - 堀田（後の堀田駅前）間延伸開業。
  - 1972年（昭和47年）3月1日 : 鶴舞公園 - 堀田駅前間廃止。
  - 1974年（昭和49年）3月31日 : 高辻 - 滝子間廃止。
- 高岳延長線
  - 1923年（大正12年）9月20日 : 東新町 - 鶴舞公園間開業。
  - 1972年（昭和47年）3月1日 : 全線廃止。
- 岩井町線
  - 1923年（大正12年）
    - 11月13日 : 門前町（後の大須） - 岩井町（後の岩井通一丁目）間開業。
    - 12月22日 : 岩井町 - 水主町間延伸開業。

  - 1972年（昭和47年）3月1日 : 全線廃止。
- 大津町線
  - 1924年（大正13年）7月20日 : 栄町 - 大津橋間開業。
  - 1966年（昭和41年）6月1日 : 栄町を栄、東桜町を桜通大津に改称。
  - 1968年（昭和43年）2月1日 : 栄 - 大津橋間廃止[5]。
- 押切浄心連絡線
  - 1927年（昭和2年）7月10日 : 押切町 - 浄心前（後の浄心町）間開業。
  - 1972年（昭和47年）3月1日 : 全線廃止。
- 藤成線
  - 1928年（昭和3年）10月15日 : 滝子 - 桜山町間開業。
  - 1966年（昭和41年）11月15日 : 桜山町を市立大学病院に改称。
  - 1974年（昭和49年）3月31日 : 全線廃止。
- 千早線
  - 1930年（昭和5年）5月9日 : 矢場町 - 丸田町 - 老松町 - 千早町間開業。
  - 1944年（昭和19年）7月2日 : 全線廃止。
- 循環東線
  - 1932年（昭和7年）12月30日 : 桜山町 - 市民病院前間開業。
  - 1941年（昭和16年）5月16日 : 市民病院前 - 新瑞橋間延伸開業。
  - 1950年（昭和25年）10月14日 : 八事線より今池 - 大久手間を編入、大久手 - 桜山町間延伸開業（トロリーバスを軌条化）。
  - 1953年（昭和28年）8月14日 : 矢田町十丁目 - 今池間延伸開業。
  - 1965年（昭和40年）12月1日 : 瑞穂通三丁目を瑞穂区役所に改称。
  - 1966年（昭和41年）
    - 11月6日 : 市民病院前を瑞穂通一丁目に改称。
    - 11月15日 : 桜山町を市立大学病院に改称。

  - 1974年（昭和49年）3月31日 : 全線廃止。
- 廓内線
  - 1933年（昭和8年）8月24日 : 大津橋 - 市役所前間開業。
  - 1943年（昭和18年）12月1日 : 全線廃止。
- 水主町延長線
  - 1934年（昭和9年）9月11日 : 水主町 - 六反小学校前間開業。
  - 1972年（昭和47年）3月1日 : 全線廃止。
- 東山公園線
  - 1937年（昭和12年）2月27日 : 覚王山 - 東山公園間開業。
  - 1959年（昭和34年）3月25日 : 東山公園 - 星ヶ丘間延伸開業。
  - 1961年（昭和36年）5月15日 : 全線休止、バス代行運転。
  - 1963年（昭和38年）4月1日 : 覚王山 - 東山公園間廃止。
  - 1967年（昭和42年）4月1日 : 東山公園 - 星ヶ丘間廃止。
- 野立築地口線
  - 1937年（昭和12年）3月11日 : 日比野 - 築地口間開業。
  - 1955年（昭和30年）10月1日 : 二番道を六番町六丁目、三番道を七番町に改称。
  - 1969年（昭和44年）2月20日 : 全線廃止。
- 桜町西線
  - 1937年（昭和12年）3月14日 : 開業。名古屋駅前と堀内線を、桜通上を通り結ぶ。
  - 1943年（昭和18年）3月20日 : 広井町線開業に伴い廃止。
- 笹島線
  - 1937年（昭和12年）4月16日 : 名古屋駅前 - 笹島町間開業。
  - 1940年（昭和15年）5月28日 : 笹島町 - 六反小学校前延伸開業。
  - 1972年（昭和47年）3月1日 : 全線廃止。
- 大江線
  - 1940年（昭和15年）5月28日 : 内田橋 - 南陽通八丁目（後の竜宮町）間開業。
  - 1941年（昭和16年）5月1日 : 南陽通八丁目 - 東橋間延伸開業。
  - 1944年（昭和19年）7月31日 : 東橋 - 六号地（後の大江町）間延伸開業。
  - 1957年（昭和32年）8月1日 : 六号地 - 開橋間延伸開業。
  - 1960年（昭和35年）7月1日 : 六号地を大江町に改称。
  - 1961年（昭和36年）12月1日 : 開橋 - 昭和町間延伸開業。
  - 1974年（昭和49年）
    - 2月16日 : 内田橋 - 大江町間廃止。
    - 3月31日 : 大江町 - 昭和町間廃止。
- 築地線支線
  - 1941年（昭和16年）12月30日 : 西稲永（初代、後の稲永町） - 稲永新田（2代目、後の西稲永）間開業。
  - 1947年（昭和22年）8月5日 : 西稲永（初代） - 稲永新田（2代目）間休止。
  - 1956年（昭和31年）9月15日 : 稲永町 - 西稲永間（2代目）間再開。
  - 1971年（昭和46年）12月1日 : 全線廃止。
- 大曽根線
  - 1942年（昭和17年）6月25日 : 大曽根 - 東大曽根間開業。
  - 1965年（昭和40年）10月1日 : 全線廃止。
- 広井町線
  - 1943年（昭和18年）3月20日 : 名古屋駅前 - 那古野町間開業。
  - 1972年（昭和47年）3月1日 : 全線廃止。
- 名古屋駅前待避線（非営業線）
  - 1943年（昭和18年）3月20日 : 開業。
  - 1967年（昭和42年）3月31日 : 廃止。
- 笠寺線
  - 1943年（昭和18年）10月1日 : 新瑞橋 - 笠寺西門（後の笠寺西門前）間開業。
  - 1974年（昭和49年）3月31日 : 全線廃止。
- 八熊東線
  - 1943年（昭和18年）12月30日 : 八熊通 - 沢上町間開業。
  - 1944年（昭和19年）3月1日 : 沢下町（沢上町 - 池内町間） - 高辻間開業。
  - 1954年（昭和29年）7月1日 : 沢上町 - 池内町間開業。
  - 1974年（昭和49年）
    - 2月16日 : 八熊通 - 沢上町間廃止。
    - 3月31日 : 沢上町 - 高辻間廃止。
- 八熊東線東西連絡線
  - 1944年（昭和19年）12月30日 : 金山橋 - 沢下町間開業。国鉄線や名鉄線を跨ぐ跨線橋が無かったため、名鉄名古屋本線に沿って北上し熱田線に接続した。
  - 1954年（昭和29年）7月1日 : 八熊東線全通に伴い、全線廃止。
- 御成通線
  - 1944年（昭和19年）7月11日 : 大曽根 - 上飯田間開業。
  - 1971年（昭和46年）2月1日 : 全線廃止。
- 東臨港線
  - 1944年（昭和19年）
    - 7月31日 : 六号地（後の大江町） - 大江（仮）間開業。
    - 8月29日 : 大江 - 北頭間開業。
    - 10月24日 : 大江（仮） - 大江（後の港東通）間延伸開業。
    - 11月30日 : 北頭 - 笠寺駅前間延伸開業。

  - 1948年（昭和23年）1月4日 : 六号地 - 大江間休止。
  - 1952年（昭和27年）5月3日 : 六号地 - 大江間再開。
  - 1960年（昭和35年）7月1日 : 六号地を大江町、大江を港東通に改称。
  - 1962年（昭和37年）8月31日 : 名鉄常滑線を跨ぐ大江跨線橋（加福町 : 港東通間）複線化
  - 1974年（昭和49年）3月31日 : 全線廃止。
- 笠寺延長線
  - 1944年（昭和19年）8月1日 : 笠寺西門（後の笠寺西門前） - 笠寺駅前間開業。
  - 1974年（昭和49年）3月31日 : 全線廃止。
- 清水口延長線
  - 1949年（昭和24年）7月15日 : 清水口 - 黒川間開業。
  - 1958年（昭和33年）4月10日 : 黒川 - 黒川本通四丁目間延伸開業。
  - 1960年（昭和35年）2月1日 : 黒川本通四丁目 - 城北学校前間延伸開業。
  - 1967年（昭和42年）2月1日 : 黒川 - 城北学校前間廃止。
  - 1971年（昭和46年）4月1日 : 清水口 - 黒川間廃止。
- 瑞穂運動場引込線（非営業線）
  - 1950年（昭和25年）10月28日 : 開業。
  - 1971年（昭和46年）11月26日 : 廃止。
- 循環北線
  - 1953年（昭和28年）8月14日 : 矢田町四丁目 - 矢田町十丁目間開業。
  - 1974年（昭和49年）3月31日 : 全線廃止。
- 浄心延長線
  - 1955年（昭和30年）10月1日 : 浄心町 - 秩父通間開業。
  - 1971年（昭和46年）4月1日 : 全線廃止。

## 路線・停留所一覧

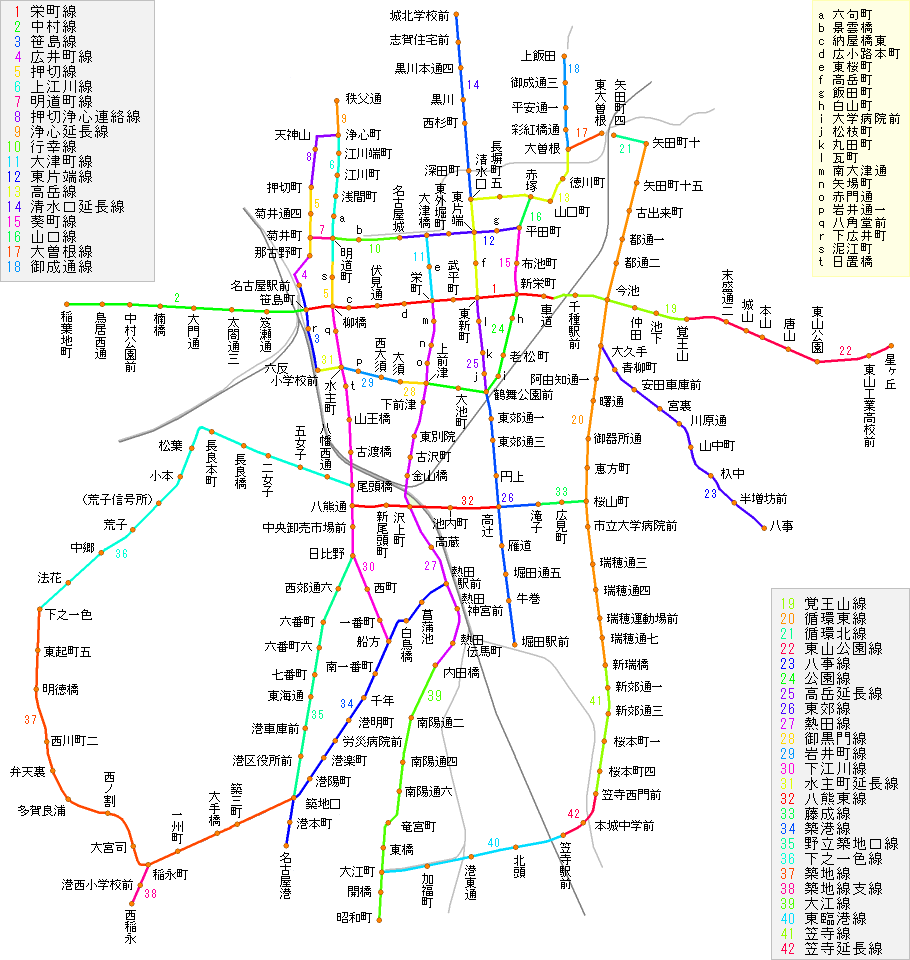
1961年12月1日時点の路線図。

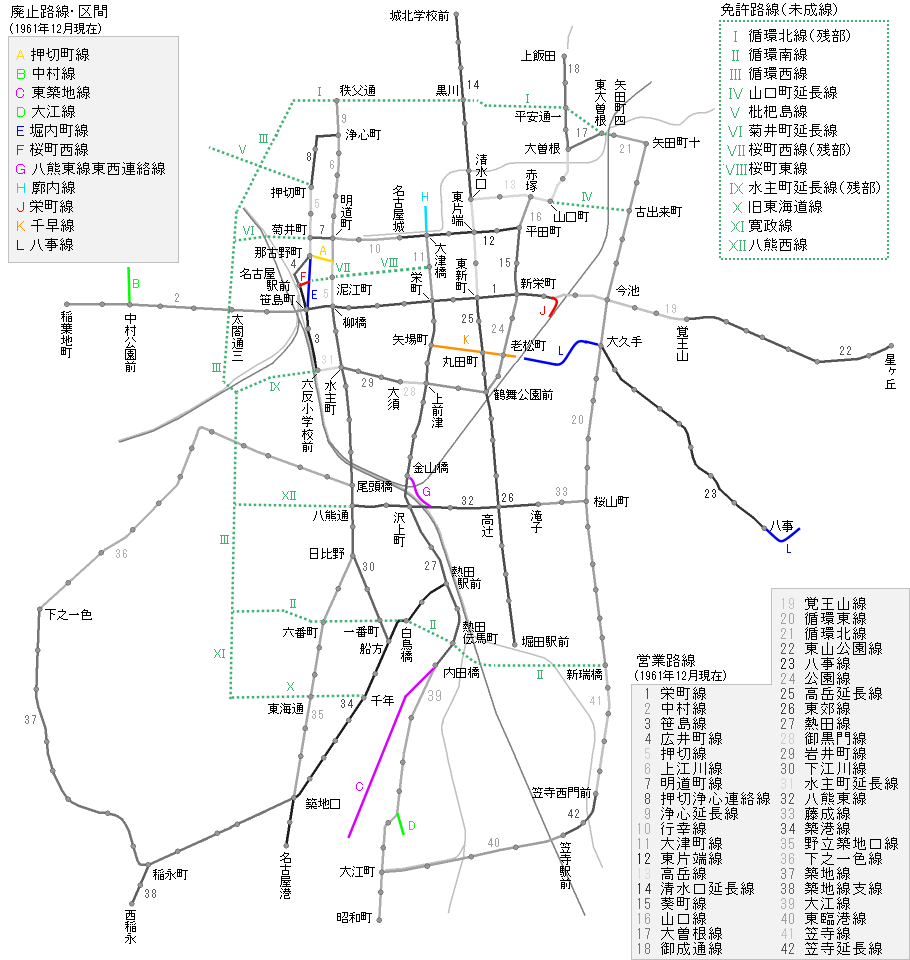
廃止区間（1961年12月1日当時）と未成区間。

現在の守山区・名東区・天白区・緑区に当たる地域に路線が敷かれたことはない。

### 1961年12月当時
1961年（昭和36年）12月1日（開橋 - 昭和町間開通）当時。ただし東山公園線は地下鉄東山線工事のため、1961年5月15日よりバス代行（バスの始発は池下）。なお、（）内は廃止時の停留所名、〔〕内は当時すでに営業していなかった停留所。
栄町線
笹島町 - 柳橋 - 納屋橋東（納屋橋） - 伏見通（広小路伏見） - 広小路本町 - 栄町（栄） - 武平町 - 東新町 - 新栄町 - 車道 - 〔西裏〕
覚王山線
〔西裏〕 - 千種駅前 - 今池 - 仲田 - 池下 - 覚王山
東山公園線
覚王山 - 末盛通二丁目 - 城山 - 本山 - 唐山 - 東山公園 - 東山工業高校前 - 星ヶ丘
中村線
笹島町 - 笈瀬通 - 太閤通三丁目 - 大門通 - 楠橋 - 中村公園前（中村公園） - 鳥居西通 - 稲葉地町
笹島線
名古屋駅前 - 笹島町 - 下広井町 - 六反小学校前
広井町線
名古屋駅前 - 那古野町
押切線
柳橋 - 泥江町 - 〔志摩町〕
那古野町 - 菊井町 - 菊井通四丁目 - 押切町
押切浄心連絡線
押切町 - 天神山 - 浄心町
明道町線
明道町 - 菊井町
行幸線
明道町 - 景雲橋 - 名古屋城
東片端線
名古屋城 - 大津橋 - 東外堀町 - 東片端 - 飯田町 - 平田町
上江川線
〔志摩町〕 - 明道町 - 六句町 - 浅間町 - 江川町 - 江川端町 - 浄心町
浄心延長線
浄心町 - 秩父通
下江川線
柳橋 - 八角堂前 - 水主町 - 日置橋 - 山王橋 - 古渡橋 - 尾頭橋 - 八熊通 - 中央卸売市場前 - 日比野 - 西町 - 一番町 - 船方
八熊東線
八熊通 - 新尾頭町 - 沢上町 - 池内町 - 高辻
野立築地口線
日比野 - 西郊通六丁目 - 六番町 - 六番町六丁目 - 七番町 - 東海通 - 港車庫前 - 港区役所前 - 築地口
築地線
築地口 - 築三町 - 大手橋 - 一州町 - 稲永町 - 大宮司 - 西ノ割 - 多賀良浦 - 弁天裏 - 西川町二丁目 - 明徳橋 - 東起町五丁目 - 下之一色
築地線支線
稲永町 - 港西小学校前 - 西稲永
下之一色線
尾頭橋 - 八幡西通 - 五女子 - 二女子 - 長良橋 - 長良本町 - 松葉 - 小本 - （荒子信号所） - 荒子 - 中郷 - 法花 - 下之一色
大津町線
栄町（栄） - 東桜町（桜通大津） - 大津橋
熱田線
栄町（栄） - 南大津通（白川通大津） - 矢場町 - 赤門通 - 上前津 - 下前津 - 東別院 - 古沢町 - 金山橋 - 沢上町 - 高蔵 - 熱田駅前 - 熱田神宮前 - 熱田伝馬町 - 内田橋
大江線
内田橋 - 南陽通二丁目 - 南陽通四丁目 - 南陽通六丁目 - 竜宮町 - 東橋 - 大江町 - 開橋 - 昭和町
築港線
熱田駅前 - 菖蒲池 - 白鳥橋 - 船方 - 南一番町 - 千年 - 港明町 - 労災病院前 - 港楽町 - 港陽町 - 築地口 - 港本町 - 名古屋港
高岳線
東新町 - 高岳町 - 東片端 - 清水口 - 長塀町五丁目 - 赤塚 - 山口町 - 徳川町 - 大曽根
清水口延長線
清水口 - 深田町 - 西杉町 - 黒川 - 黒川本通四丁目 - 志賀住宅前 - 城北学校前
大曽根線
大曽根 - 東大曽根
御成通線
大曽根 - 彩紅橋通 - 平安通一丁目 - 御成通三丁目 - 上飯田
高岳延長線
東新町 - 瓦町 - 丸田町 - 松枝町 - 鶴舞公園
東郊線
鶴舞公園 - 東郊通一丁目 - 東郊通三丁目 - 円上 - 高辻 - 雁道 - 堀田通五丁目 - 牛巻 - 堀田駅前
高辻 - 滝子
藤成線
滝子 - 広見町 - 桜山町（市立大学病院）
葵町線
平田町 - 布池町 - 新栄町
山口線
平田町 - 赤塚
公園線
新栄町 - 白山町 - 老松町 - 大学病院前 - 鶴舞公園 - 大池町 - 上前津
御黒門線
上前津 - 大須
岩井町線
大須 - 西大須 - 岩井通一丁目 - 水主町
水主町延長線
水主町 - 六反小学校前
循環北線
矢田町四丁目 - 矢田町十丁目
循環東線
矢田町十丁目 - 矢田町十五丁目 - 古出来町 - 都通一丁目 - 都通二丁目 - 今池 - 大久手 - 阿由知通二丁目 - 曙通 - 御器所通 - 恵方町 - 桜山町（市立大学病院） - 市立大学病院前（瑞穂通一丁目） - 瑞穂通三丁目（瑞穂区役所） - 瑞穂通四丁目 - 瑞穂運動場前 - 瑞穂通七丁目 - 新瑞橋
八事線
大久手 - 青柳町 - 安田車庫前 - 宮裏 - 川原通 - 山中町 - 杁中 - 半僧坊前 - 八事
笠寺線
新瑞橋 - 新郊通一丁目 - 新郊通三丁目 - 桜本町一丁目 - 桜本町四丁目 - 笠寺西門前
笠寺延長線
笠寺西門前 - 本城中学校前 - 笠寺駅前
東臨港線
笠寺駅前 - 北頭 - 港東通 - 加福町 - 大江町

## 運転系統

### 1922年12月当時
1922年（大正11年）12月16日改正時のもの。
い 名古屋駅前 - 柳橋 - 栄町 - 東新町 - 新栄町 - 西裏 - 千種
ろ 名古屋駅前 - 柳橋 - 栄町 - 東新町 - 新栄町 - 西裏
は 那古野町 - 名古屋駅前 - 柳橋 - 栄町 - 東新町 - 新栄町 - 西裏
に 名古屋駅前 - 柳橋 - 栄町 - 東新町 - 東片端 - 清水口 - 赤塚町 - 大曽根
ほ 東新町 - 東片端 - 清水口 - 赤塚町 - 大曽根
へ 西裏 - 今池 - 覚王山
と 名古屋駅前 - 柳橋 - 栄町 - 上前津 - 熱田駅前 - 神宮東門 - 熱田伝馬町
ち 栄町 - 上前津 - 熱田駅前 - 神宮東門 - 熱田伝馬町
り 栄町 - 上前津 - 熱田駅前 - 神宮東門
ぬ 栄町 - 上前津 - 熱田駅前 - 神宮東門 - 熱田伝馬町 - 東築地
る 熱田駅前 - 船方 - 築港
を 門前町 - 上前津 - 新栄町 - 平田町 - 東片端 - 明道橋
わ 門前町 - 上前津 - 新栄町
か 赤塚町 - 平田町
よ 押切町 - 那古野町 - 志摩町 - 柳橋 - 洲崎橋
た 浄心前 - 明道橋 - 志摩町 - 柳橋 - 洲崎橋 - 尾頭橋 - 船方
れ 浄心前 - 明道橋 - 志摩町 - 柳橋 - 洲崎橋 - 尾頭橋
そ 浄心前 - 明道橋 - 志摩町 - 柳橋 - 洲崎橋

### 1943年8月当時
1943年（昭和18年）8月当時のもの。
1 東山公園 - 覚王山 - 池下 - 今池 - 車道 - 新栄町 - 東新町 - 栄町 - 柳橋 - 笹島町 - 名古屋駅前
2 覚王山 - 池下 - 今池 - 車道 - 新栄町 - 東新町 - 栄町 - 柳橋 - 笹島町 - 大門通 - 中村公園前
3 池下 - 今池 - 車道 - 新栄町 - 老松車庫前 - 鶴舞公園 - 上前津 - 沢上車庫前 - 熱田駅前 - 内田橋 - 東橋
6 桜山町 - 御器所通 - 大久手 - 今池 - 古出来町 - 矢田町十丁目 - 東大曽根町
8 千早町 - 大久手 - 安田車庫前 - 杁中 - 八事
10 浄心前 → 明道橋 → 柳橋 → 水主町 → 尾頭橋 → 日比野 → 船方 → 熱田駅前 → 沢上車庫前 → 上前津 → 栄町 → 大津橋 → 明道橋 → 菊井町 → 浄心前
11 浄心前 → 菊井町 → 明道橋 → 大津橋 → 栄町 → 上前津 → 沢上車庫前 → 熱田駅前 → 船方 → 日比野 → 尾頭橋 → 水主町 → 柳橋 → 明道橋 → 浄心前
12 浄心前 - 菊井町 - 名古屋駅前 - 笹島町 - 柳橋 - 栄町 - 東新町 - 東片端 - 清水口 - 赤塚 - 大曽根 - 東大曽根町
13 浄心前 - 菊井町 - 名古屋駅前 - 笹島町 - 柳橋 - 栄町 - 東新町 - 新栄町 - 車道 - 今池 - 大久手 - 安田車庫前
15 尾頭橋 - 五女子 - 長良橋 - 長良本町 - 松葉 - 小本 - 荒子 - 中島 - 法花 - 下ノ一色
16 下ノ一色 - 東起町五丁目 - 明徳橋 - 中学前 - 弁天裏 - 多賀良浦 - 西ノ割 - 大宮司 - 西稲永
20 市役所前 - 大津橋 - 栄町 - 上前津 - 沢上車庫前 - 熱田駅前 - 船方 - 北前新田 - 築地口 - 築港
21 東橋 - 内田橋 - 熱田駅前 - 沢上車庫前 - 上前津 - 栄町 - 大津橋 - 明道橋 - 菊井町 - 名古屋駅前
22 栄町 - 上前津 - 沢上車庫前 - 熱田駅前 - 船方 - 北前新田 - 築地口 - 西稲永 - 稲永新田
30 東新町 - 鶴舞公園 - 高辻 - 牛巻 - 堀田駅前
31 市民病院前 - 桜山町 - 高辻 - 鶴舞公園 - 上前津 - 水主町 - 笹島町 - 名古屋駅前
32 桜山町 - 市民病院前 - 瑞穂通五 - 新瑞橋 - 桜本町一 - 笠寺西門前
33 堀田駅前 - 牛巻 - 高辻 - 鶴舞公園 - 上前津 - 水主町 - 笹島町 - 名古屋駅前
40 老松車庫前 - 新栄町 - 平田町 - 東片端 - 大津橋 - 明道橋 - 菊井町 - 名古屋駅前 - 笹島町 - 柳橋 - 栄町 - 東新町 - 新栄町 - 車道 - 千種駅前
41 東大曽根町 - 赤塚 - 平田町 - 新栄町 - 老松車庫前 - 鶴舞公園 - 上前津 - 水主町 - 尾頭橋 - 日比野 - 港車庫前 - 築地口 - 築港
43 千早町 - 老松車庫前 - 丸田町 - 矢場町
50 柳橋 - 水主町 - 尾頭橋 - 日比野 - 港車庫前 - 築地口 - 築港

### 1961年12月当時
1961年（昭和36年）12月1日改正時のもの、合計27系統。
| 系統 番号 | 運転区間   | 運転区間   | 運転区間                                                                         | 営業 キロ | 停車 駅数 | 所要 時間 | 担当 車庫 |
| 系統 番号 | 起点       | 終点       | 主要停車駅                                                                       | 営業 キロ | 停車 駅数 | 所要 時間 | 担当 車庫 |
| --------- | ---------- | ---------- | -------------------------------------------------------------------------------- | --------- | --------- | --------- | --------- |
| 1         | 名古屋駅前 | 覚王山     | 笹島町・柳橋・栄町・東新町・新栄町・千種駅前・今池                               | 6.6       | 16        | 35分      | 稲葉地    |
| 2         | 稲葉地町   | 覚王山     | 大門通・笹島町・柳橋・栄町・東新町・新栄町・千種駅前・今池                       | 10.0      | 22        | 44分      | 稲葉地    |
| 3         | 名古屋駅前 | 名古屋駅前 | 笹島町・水主町・上前津・鶴舞公園・新栄町・平田町・東片端・大津橋・明道町・菊井町 | 11.0      | 27        | 49分      | 浄心      |
| 10        | 秩父通     | 熱田駅前   | 浄心町・明道町・柳橋・水主町・尾頭橋・八熊通・日比野・船方                       | 10.0      | 24        | 40分      | 浄心      |
| 11        | 浄心町     | 覚王山     | 菊井町・名古屋駅前・笹島町・柳橋・栄町・東新町・新栄町・今池                     | 9.3       | 22        | 44分      | 浄心      |
| 12        | 名古屋駅前 | 東大曽根   | 菊井町・明道町・大津橋・東片端・清水口・赤塚・大曽根                             | 6.7       | 16        | 32分      | 浄心      |
| 13        | 浄心町     | 上飯田     | 菊井町・明道町・大津橋・東片端・平田町・赤塚・大曽根                             | 8.6       | 21        | 36分      | 浄心      |
| 18        | 名古屋駅前 | 城北学校前 | 菊井町・明道町・大津橋・東片端・清水口・黒川                                     | 6.8       | 16        | 29分      | 浄心      |
| 20        | 大津橋     | 名古屋港   | 栄町・上前津・金山橋・沢上町・熱田駅前・船方・築地口                             | 10.6      | 25        | 45分      | 沢上      |
| 21        | 大津橋     | 昭和町     | 栄町・上前津・金山橋・沢上町・熱田駅前・熱田神宮前・大江町                       | 11.2      | 24        | 46分      | 沢上      |
| 22        | 上飯田     | 熱田神宮前 | 大曽根・赤塚・清水口・東片端・大津橋・栄町・上前津・金山橋・沢上町・熱田駅前     | 11.3      | 27        | 50分      | 沢上      |
| 30        | 名古屋駅前 | 堀田駅前   | 笹島町・水主町・上前津・鶴舞公園・高辻                                           | 8.1       | 19        | 36分      | 高辻      |
| 31        | 栄町       | 笠寺西門前 | 上前津・金山橋・沢上町・高辻・桜山町・瑞穂通三・新瑞橋                           | 10.7      | 26        | 44分      | 高辻      |
| 33        | 東新町     | 港東通     | 鶴舞公園・高辻・桜山町・瑞穂通三・新瑞橋・笠寺西門前・笠寺駅前                   | 11.6      | 27        | 45分      | 高辻      |
| 34        | 城北学校前 | 堀田駅前   | 黒川・清水口・東片端・東新町・鶴舞公園・高辻                                     | 9.8       | 22        | 39分      | 高辻      |
| 35        | 名古屋駅前 | 新瑞橋     | 笹島町・水主町・上前津・鶴舞公園・高辻・桜山町・瑞穂通三                         | 9.8       | 24        | 43分      | 高辻      |
| 50        | 名古屋駅前 | 名古屋港   | 菊井町・明道町・柳橋・水主町・尾頭橋・八熊通・日比野・港車庫前・築地口           | 11.0      | 25        | 44分      | 港        |
| 51        | 桜山町     | 西稲永     | 高辻・沢上町・八熊通・日比野・港車庫前・築地口・稲永町                           | 11.7      | 24        | 45分      | 港        |
| 52        | 大津橋     | 西稲永     | 栄町・上前津・金山橋・沢上町・八熊通・日比野・港車庫前・築地口・稲永町           | 13.2      | 30        | 54分      | 港        |
| 60        | 名古屋駅前 | 八事       | 笹島町・柳橋・栄町・東新町・新栄町・千種駅前・今池・大久手・安田車庫前           | 9.6       | 22        | 45分      | 大久手    |
| 61        | 今池       | 昭和町     | 大久手・桜山町・瑞穂通三・新瑞橋・笠寺西門前・笠寺駅前・港東通・大江町           | 12.4      | 26        | 46分      | 大久手    |
| 62        | 名古屋駅前 | 瑞穂通三   | 笹島町・柳橋・栄町・東新町・新栄町・千種駅前・今池・大久手・桜山町               | 9.3       | 21        | 45分      | 大久手    |
| 63        | 矢田町四   | 新瑞橋     | 今池・大久手・桜山町・瑞穂通三                                                   | 8.7       | 19        | 34分      | 大久手    |
| 70        | 尾頭橋     | 築地口     | 長良本町・下之一色・明徳橋・稲永町                                               | 14.0      | 24        | 59分      | 下之一色  |
| 80        | 上飯田     | 八熊通     | 大曽根・赤塚・平田町・新栄町・鶴舞公園・上前津・水主町・尾頭橋                   | 10.4      | 26        | 45分      | 上飯田    |
| 81        | 上飯田     | 名古屋駅前 | 大曽根・赤塚・平田町・東片端・大津橋・明道町・菊井町                             | 7.5       | 19        | 34分      | 上飯田    |
| 82        | 上飯田     | 堀田駅前   | 大曽根・赤塚・清水口・東片端・東新町・鶴舞公園・高辻                             | 10.8      | 25        | 45分      | 上飯田    |

- 1号系統の覚王山 - 星ヶ丘間および2号系統の覚王山 - 東山公園間はバス代行運転（バスの起点は池下）。

### 1971年4月当時
1971年（昭和46年）4月1日改正時にもの、合計13系統。
| 系統 番号 | 運転区間     | 運転区間     | 運転区間                                                           | 営業 キロ | 停車 駅数 | 所要 時間 | 担当 車庫 |
| 系統 番号 | 起点         | 終点         | 主要停車駅                                                         | 営業 キロ | 停車 駅数 | 所要 時間 | 担当 車庫 |
| --------- | ------------ | ------------ | ------------------------------------------------------------------ | --------- | --------- | --------- | --------- |
| 2         | 笹島町       | 稲葉地町     | 中村公園                                                           | 3.8       | 8         | 18分      | 稲葉地    |
| 11        | 浄心町       | 笹島町       | 名古屋駅前                                                         | 3.1       | 8         | 19分      | 稲葉地    |
| 20        | 金山橋       | 西稲永       | 沢上町・熱田駅前・船方・築地口                                     | 9.1       | 20        | 39分      | 沢上      |
| 21        | 金山橋       | 昭和町       | 沢上町・熱田駅前・大江町                                           | 7.3       | 15        | 34分      | 沢上      |
| 30        | 堀田駅前     | 名古屋駅前   | 高辻・鶴舞公園・上前津・笹島町                                     | 8.0       | 19        | 40分      | 浄心      |
| 31        | 笠寺西門前   | 金山橋       | 新瑞橋・市立大学病院・高辻・沢上町                                 | 7.8       | 18        | 38分      | 高辻      |
| 33        | 東新町       | 港東通       | 鶴舞公園・高辻・市立大学病院・新瑞橋・笠寺西門前・笠寺駅前         | 11.5      | 27        | 56分      | 高辻      |
| 34        | 堀田駅前     | 東新町       | 高辻・鶴舞公園                                                     | 5.4       | 13        | 28分      | 高辻      |
| 35        | 新瑞橋       | 名古屋駅前   | 市立大学病院・高辻・鶴見公園・上前津・笹島町                       | 9.8       | 24        | 49分      | 浄心      |
| 51        | 市立大学病院 | 熱田駅前     | 高辻・沢上町・八熊通・船方                                         | 7.2       | 16        | 37分      | 沢上      |
| 60        | 安田車庫前   | 矢田町四丁目 | 大久手・今池                                                       | 4.7       | 10        | 27分      | 大久手    |
| 61        | 今池         | 昭和町       | 大久手・市立大学病院・新瑞橋・笠寺西門前・笠寺駅前・港東通・大江町 | 12.3      | 26        | 59分      | 大久手    |
| 63        | 矢田町四丁目 | 新瑞橋       | 今池・大久手・市立大学病院                                         | 7.7       | 19        | 46分      | 大久手    |

## 鉄道線との接続電停
事業者名は当時のもの・地下鉄線との接続電停を除く
- 名古屋駅前
  - 名古屋駅：国鉄東海道新幹線・東海道本線・中央本線・関西本線
  - 新名古屋駅：名鉄名古屋本線
  - 近鉄名古屋駅：近鉄名古屋線
- 金山橋
  - 金山駅：国鉄中央本線（1962年1月25日以降）
  - 金山橋駅：名鉄名古屋本線
- 鶴舞駅前
  - 鶴舞駅：国鉄中央本線
- 千種橋東（1966年6月1日より千種駅前に改称）
  - 千種駅：国鉄中央本線
- 東大曽根、矢田町四丁目
  - 大曽根駅：国鉄中央本線、名鉄瀬戸線
- 熱田駅前
  - 熱田駅：国鉄東海道本線
- 笠寺駅前
  - 笠寺駅：国鉄東海道本線
- 熱田神宮前
  - 神宮前駅：名鉄名古屋本線、常滑線
- 笠寺西門前
  - 本笠寺駅：名鉄名古屋本線
- 港東通
  - 大江駅：名鉄常滑線
- 大江町
  - 東名古屋港駅：名鉄築港線
- 景雲橋
  - 堀川駅：名鉄瀬戸線
- 名古屋城
  - 本町駅：名鉄瀬戸線
- 大津橋
  - 大津町駅：名鉄瀬戸線
- 深田町
  - 清水駅：名鉄瀬戸線
- 大曽根
  - 森下駅：名鉄瀬戸線
- 上飯田
  - 上飯田駅：名鉄小牧線

## 車両

### 在籍車両
括弧内の数字は、その形式に該当する車両の番号である。

#### 単車

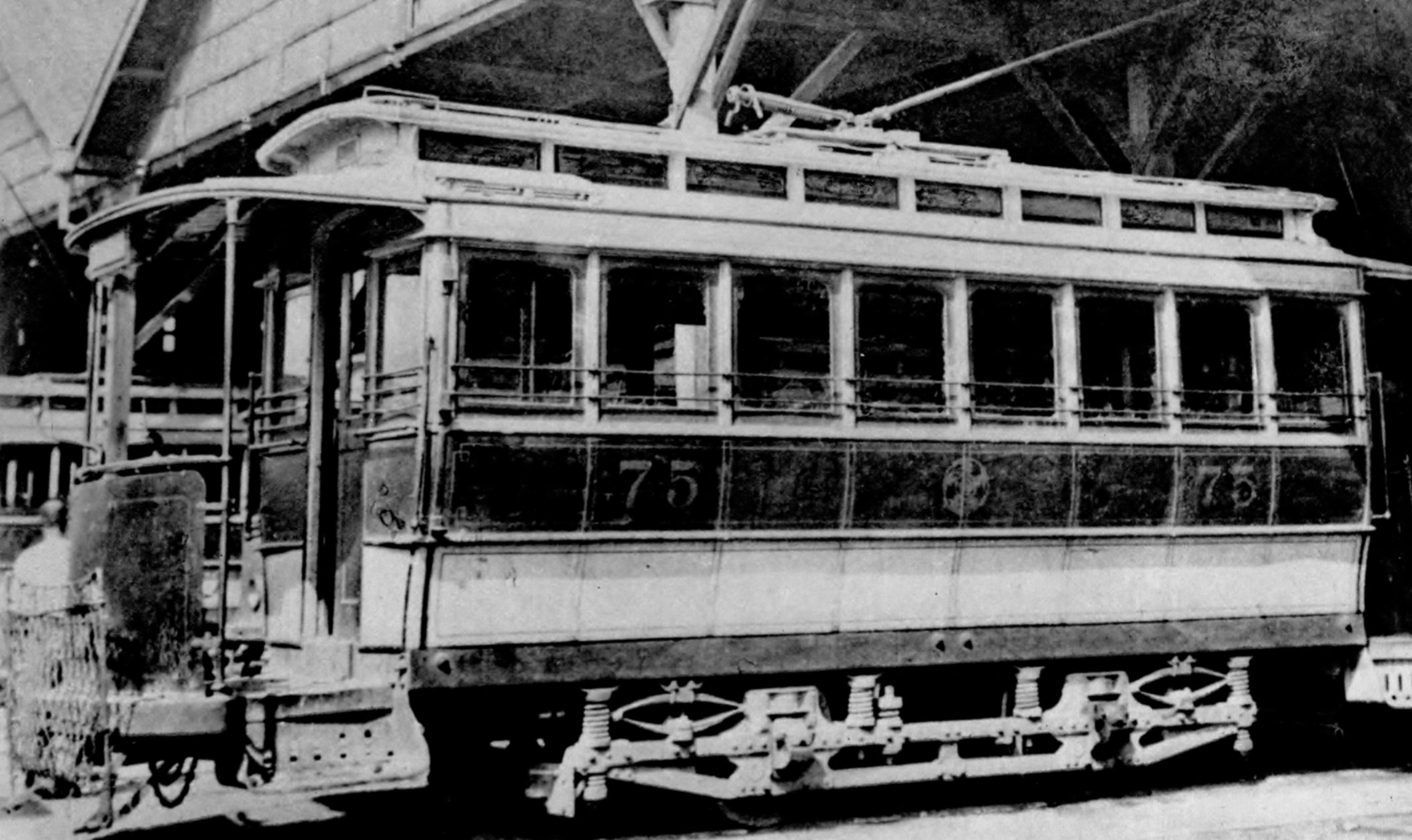
SSA形75号

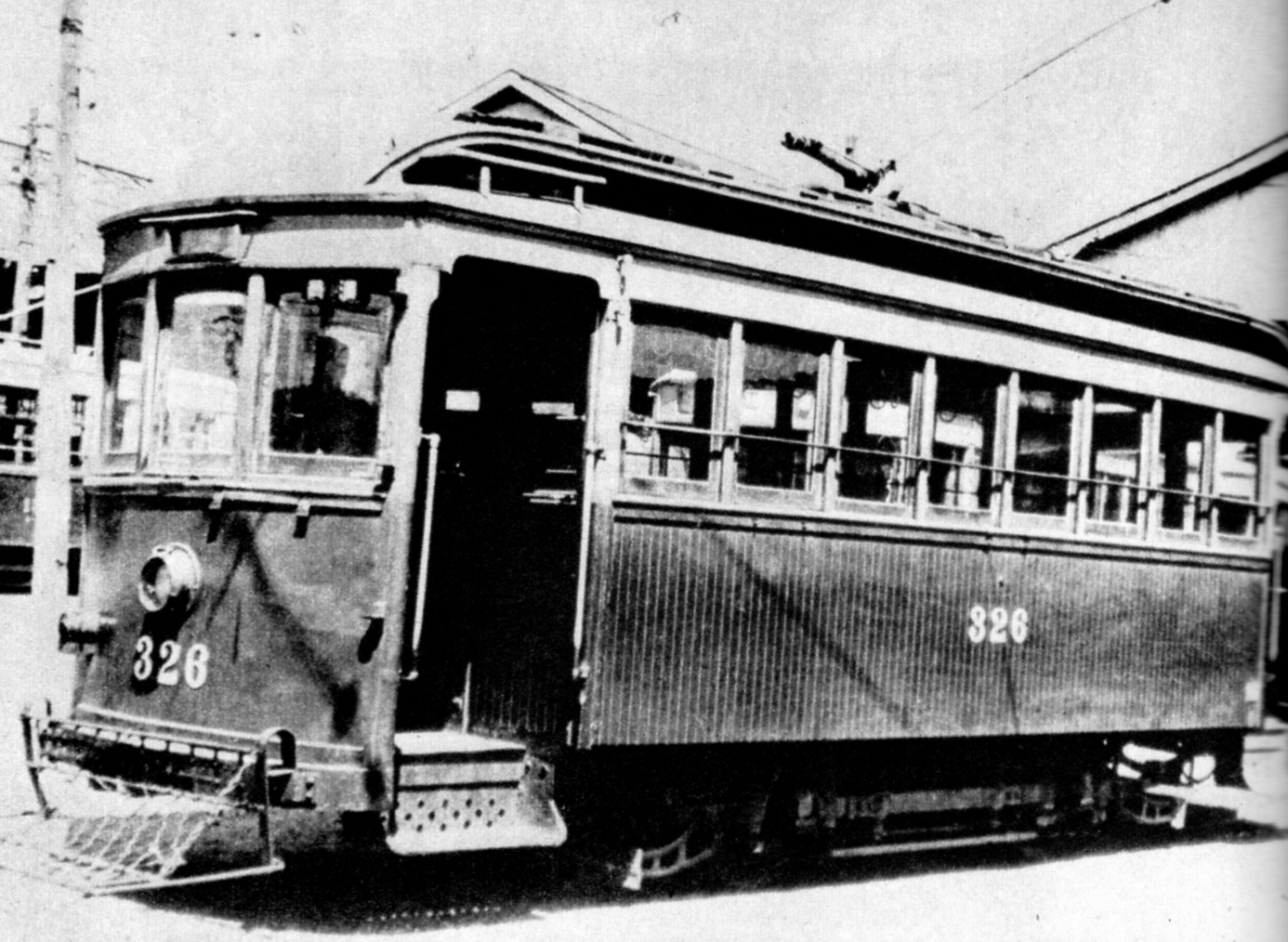
LSB形326号

名古屋電気鉄道時代に製造された単車。形式名は市営化後のもの。なお、開業時の1-37号（通称、名電1号形）は市営化前に廃車。
- 小型単車：SSA形 (38-167)
- 大型単車：LSA形 (168-232)
- 大型単車：LSB形 (233-282・313-337)
- 小型単車：SSB形 (283-312)

市営化後に製造された単車。
- 大型単車：LSC形 (338-389)
- 低床単車：SLA形 (253-282)
- 大型単車 (140-150)
- 半鋼製単車 (151-204)

被合併会社が保有した単車。
- 中村電気軌道 (1-10)
- 下之一色電車軌道 (1-8)
- 築地電軌 (1-11)
- 新三河鉄道 (11-22)
元・中村電軌1-10、元・築地電軌1-3・8、元・新三河鉄道11・13・14・16-20は早期に廃車され、以下のように改番整理された。
  - 1-8：元・下之一色電軌1-8
  - 9-11：元・築地電軌9-11
  - 12-15：元・築地電軌4-7
  - 16-19：元・新三河鉄道12・15・21・22

被合併会社以外から譲渡された単車。
- 京都市電気局（京都市電）：狭軌1形 (N81・N82・N85・N86・N88-N91・N93・N95-N98・N104・N106)

#### ボギー車

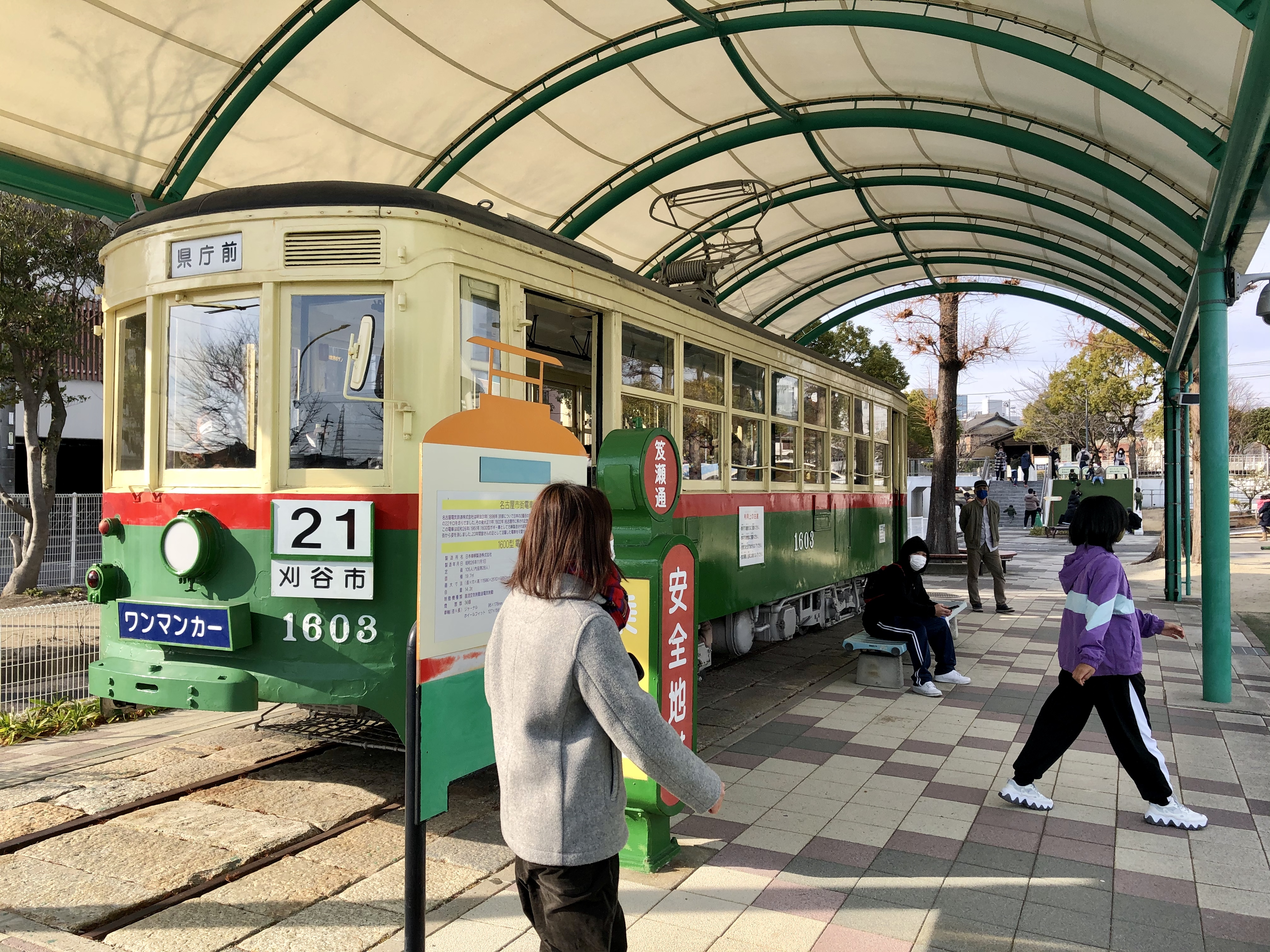
1600形1603号
（刈谷市交通児童遊園で保存）

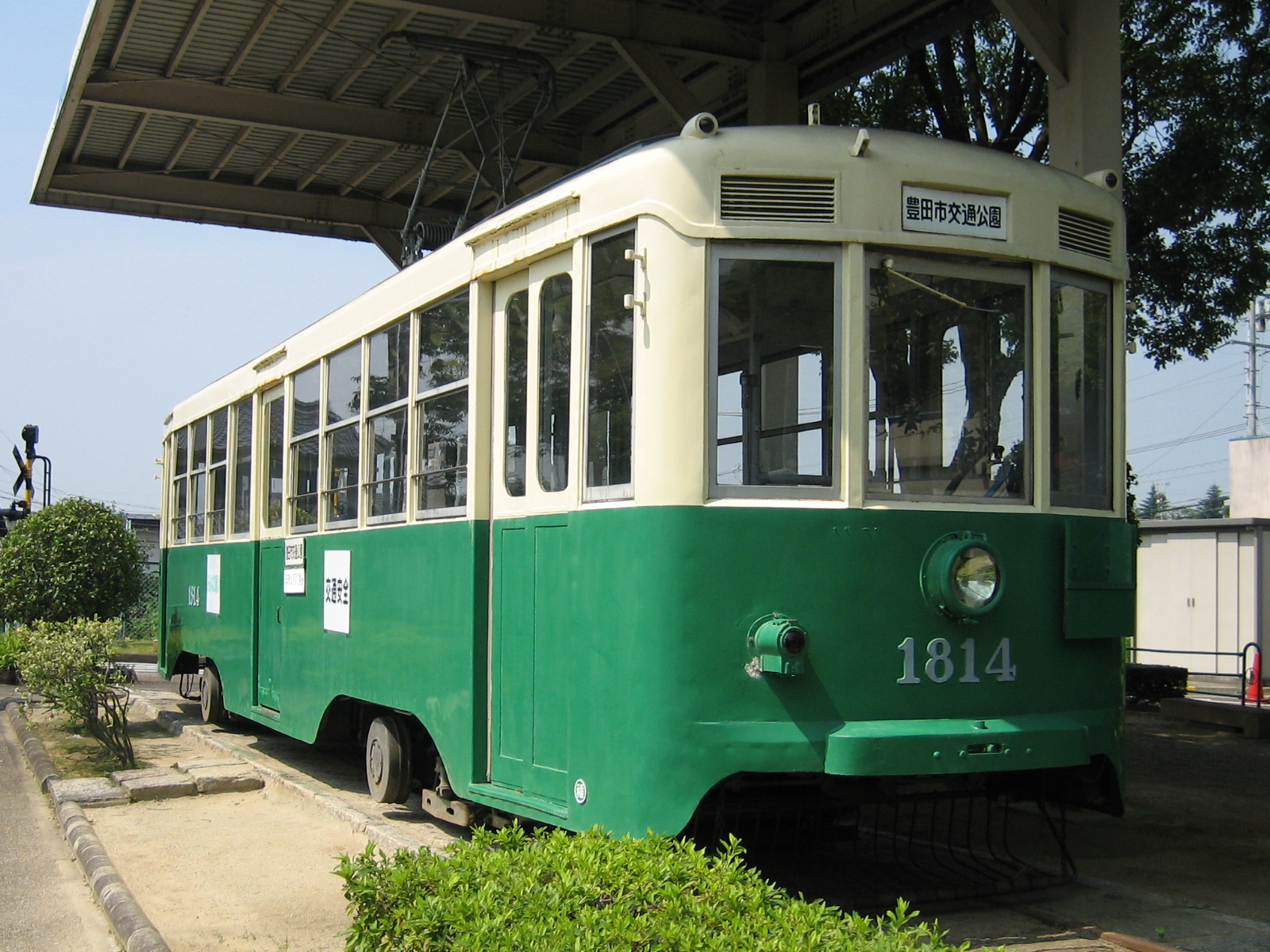
1800形1814号
（豊田市交通公園で保存）

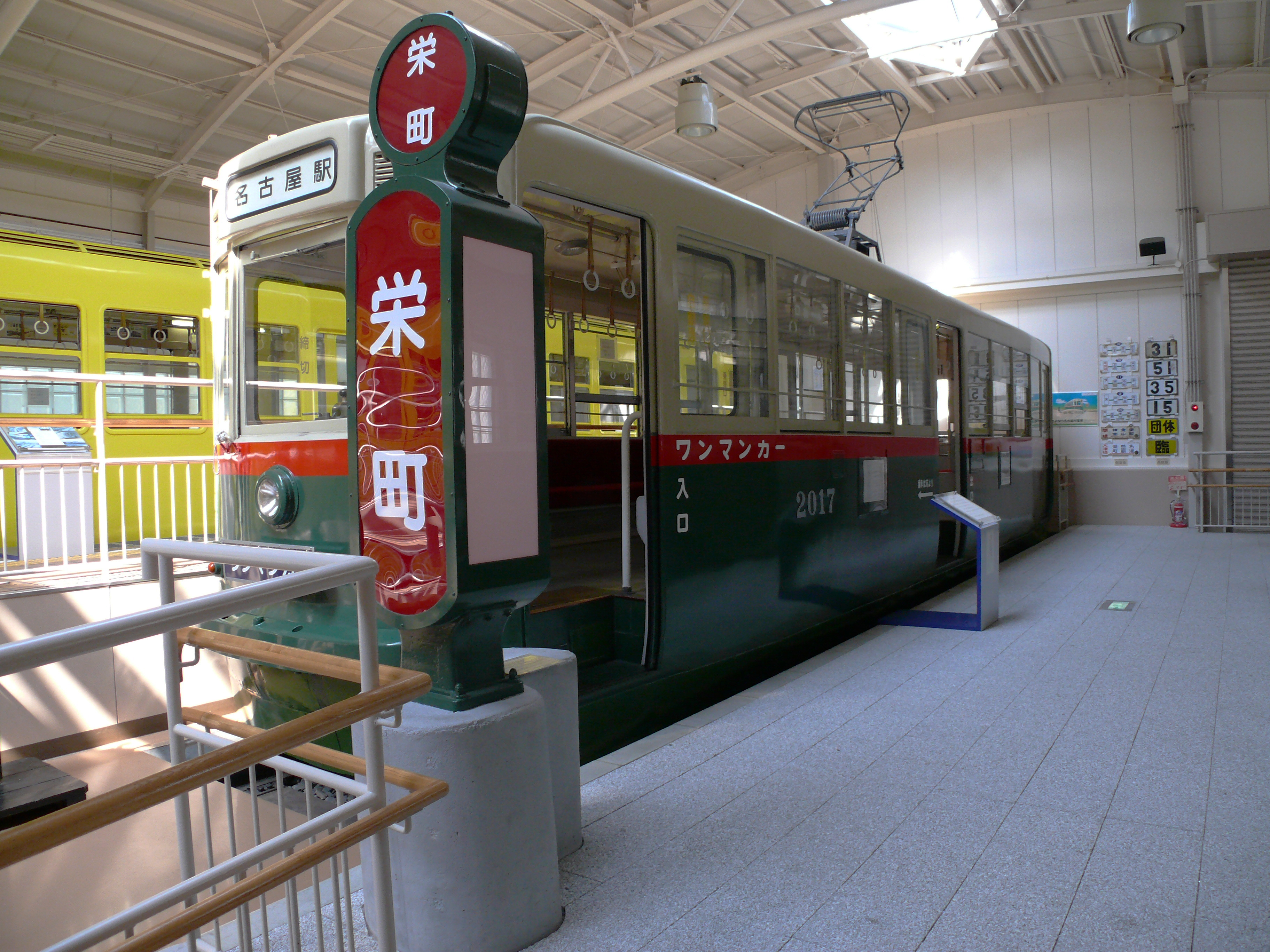
2000形2017号
（レトロでんしゃ館で保存）

名古屋電気鉄道時代に製造されたボギー車。1形式（形式名は市営化後のもの）。
- SB形 (1001-1015)

市営化後に製造されたボギー車。17形式。
- LB形 (1016-1043)
- MB形 (1101-1116)
- BLA形 (1201-1210)
- BLC形 (1301-1316)
- 1400形 (1401-1475)
- 1050形 (1051-1070)
- 1150形 (1151-1177)
- 900形 (901-907)
- 1070形 (1071-1075)
- 1500形 (1501-1545)
- 1600形 (1601-1676)
- 1700形 (1701-1705)
- 1800形 (1801-1814, 1821-1830)
- 1550形 (1551-1562)
- 1900形 (1901-1922)
- 800形 (801-812)
- 2000形 (2001-2029)

#### 連接車

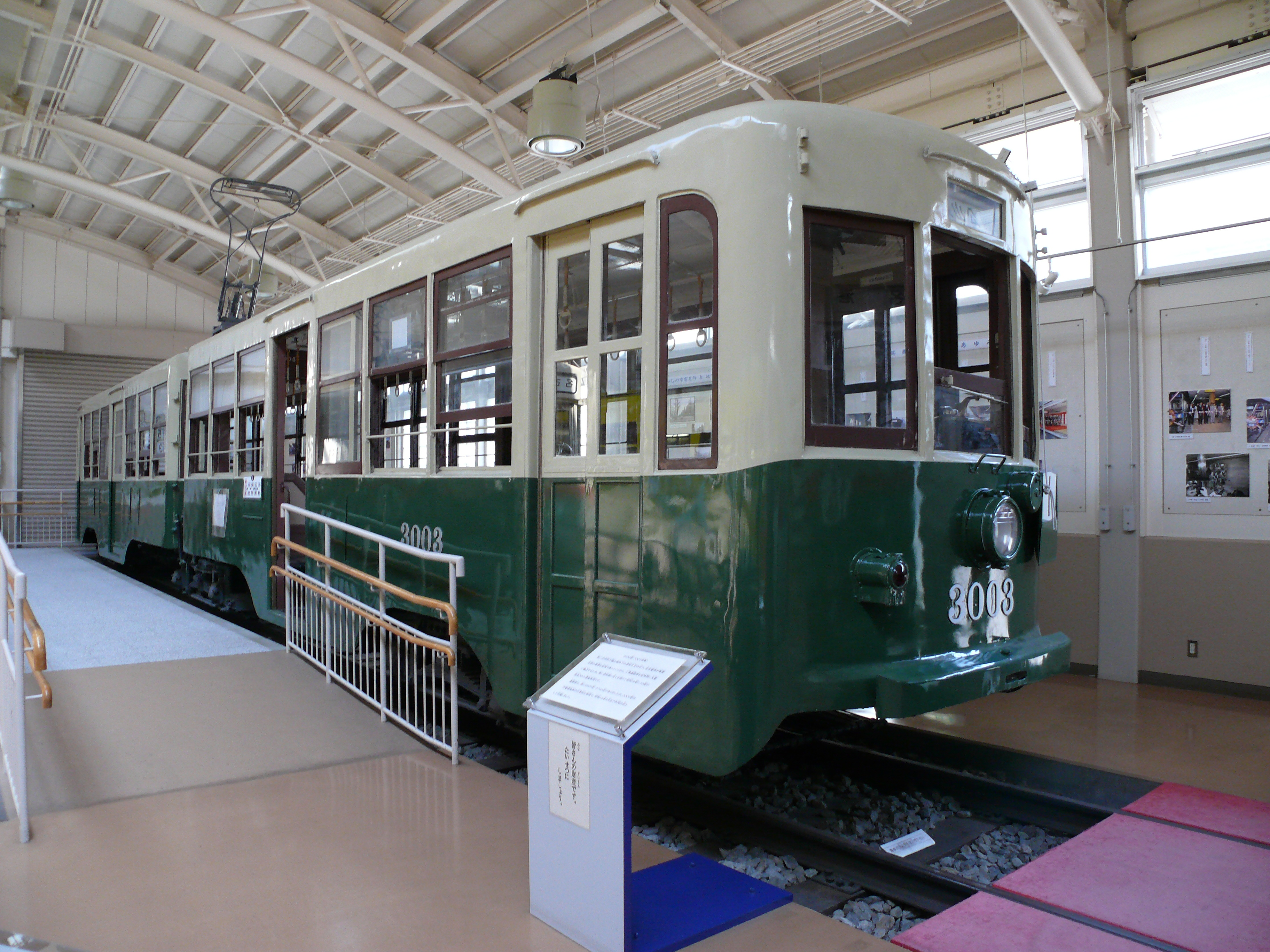
3000形3003号
（レトロでんしゃ館で保存）

連接車は合計3形式使用された。
- 2600形 (2601-2615)
- 3000形 (3001-3010)
- 2700形 (2701-2711)

#### その他の車両
- FSA形貨車（貨1・貨2）
- 花電車
  - 半鋼製単車改造車（花1 - 花7）、
  - BLA形改造車（花11・花12）
  - 1150形改造車（花13 - 花16）
- 散水車

### 他社への譲渡

#### 単車
- SSA形：1927年に2両が桑名電軌に譲渡されている。
- 大型単車 (140-150)：一部車両が豊橋鉄道に譲渡され、モハ300形となった。
- 半鋼製単車：一部車両が豊橋鉄道に譲渡され、モハ500形となった。
- 元・新三河鉄道単車16・17：秋保電気軌道に譲渡されている。
- N電：戦後すぐに北陸鉄道・名古屋鉄道・秋田市交通局に譲渡された。
  - N81・N106 → 北陸鉄道デ600形（2両）
  - N82・N90・N91・N98・N104 → 名古屋鉄道モ90形（5両）
  - N85・N86・N88・N89・N93・N95・N97 → 秋田市電80形（7両）

このほかにも、大分交通に譲渡された単車がある。

#### ボギー車

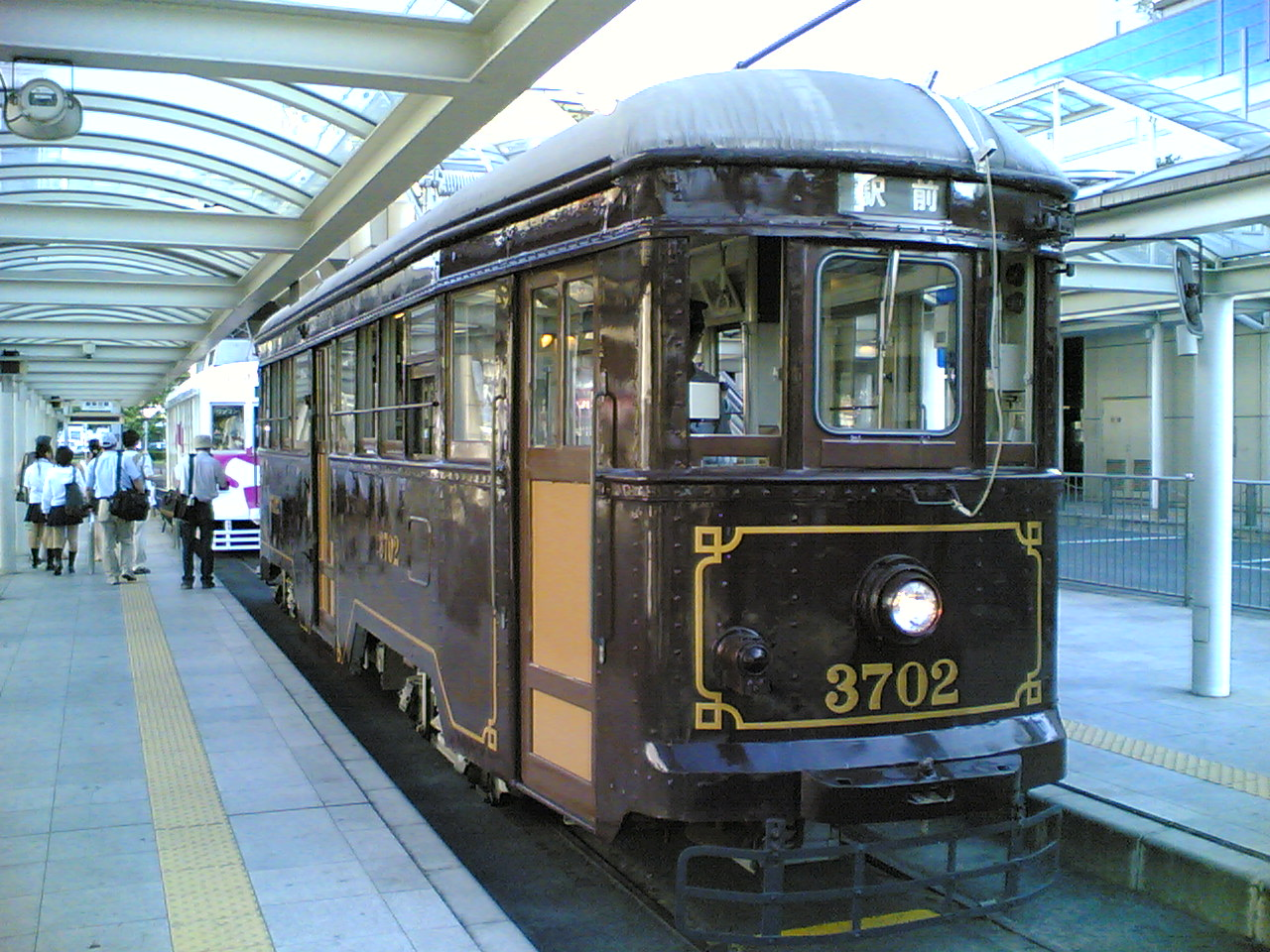
豊橋鉄道モ3700形3702号

- BLA形：1963年に豊橋鉄道に譲渡され、モハ700形（のちのモ3700形）となった。
- 900形：1963年に豊橋鉄道に譲渡され、モハ800形（のちのモ3800形）となった。
- 1150形：1964年に豊橋鉄道に譲渡され、モハ900形（のちのモハ3900形）となった。
- 1400形：1971年に豊橋鉄道に譲渡され、モ3100形となった。3102は2018年まで在籍し、元名古屋市電としては車籍を有する最後の1両となっていた。また、元名古屋市電の車両で、唯一冷房化改造が行われた。
- 1550形：1974年に岡山電気軌道に譲渡され、3800形となった。

### 保存車両
公共施設などに保存された車両のみを挙げる。
- 1400形：1401号が名古屋市科学館、1421号がレトロでんしゃ館で保存されている。
- 1600形：1603号が刈谷市交通児童遊園で保存されている。
- 1800形：1814号が豊田市交通公園で保存されている。
- 2000形：2017号がレトロでんしゃ館で保存されている。
- 3000形：3003号がレトロでんしゃ館で保存されている。

#### 名古屋市電展示場
1970年（昭和45年）7月15日に、地下鉄藤ヶ丘工場の正門脇に「名古屋市電展示場」が開設された。ここでは、市電代表形式の1400形1475号、BLC形1316号、2700形2701号、2000形2029号、FSA形貨2号が展示・保存された。ただし一部は搬入時に改番が行なわれており、1316号は元1313号、2701号は元2702号と、それぞれの形式のファーストナンバーとラストナンバーに改変されている。
しかし屋外展示のため車両が老朽化し、1979年（昭和54年）3月末に展示場は閉鎖された。この時1316号・2029号・2701号は解体されたが、比較的状態の良かった1475号と貨2号は再整備の上東山動植物園へ移動した。だが東山でも屋外保存であったため老朽化し、1995年（平成7年）7月から8月にかけて解体された。